# RuSHA

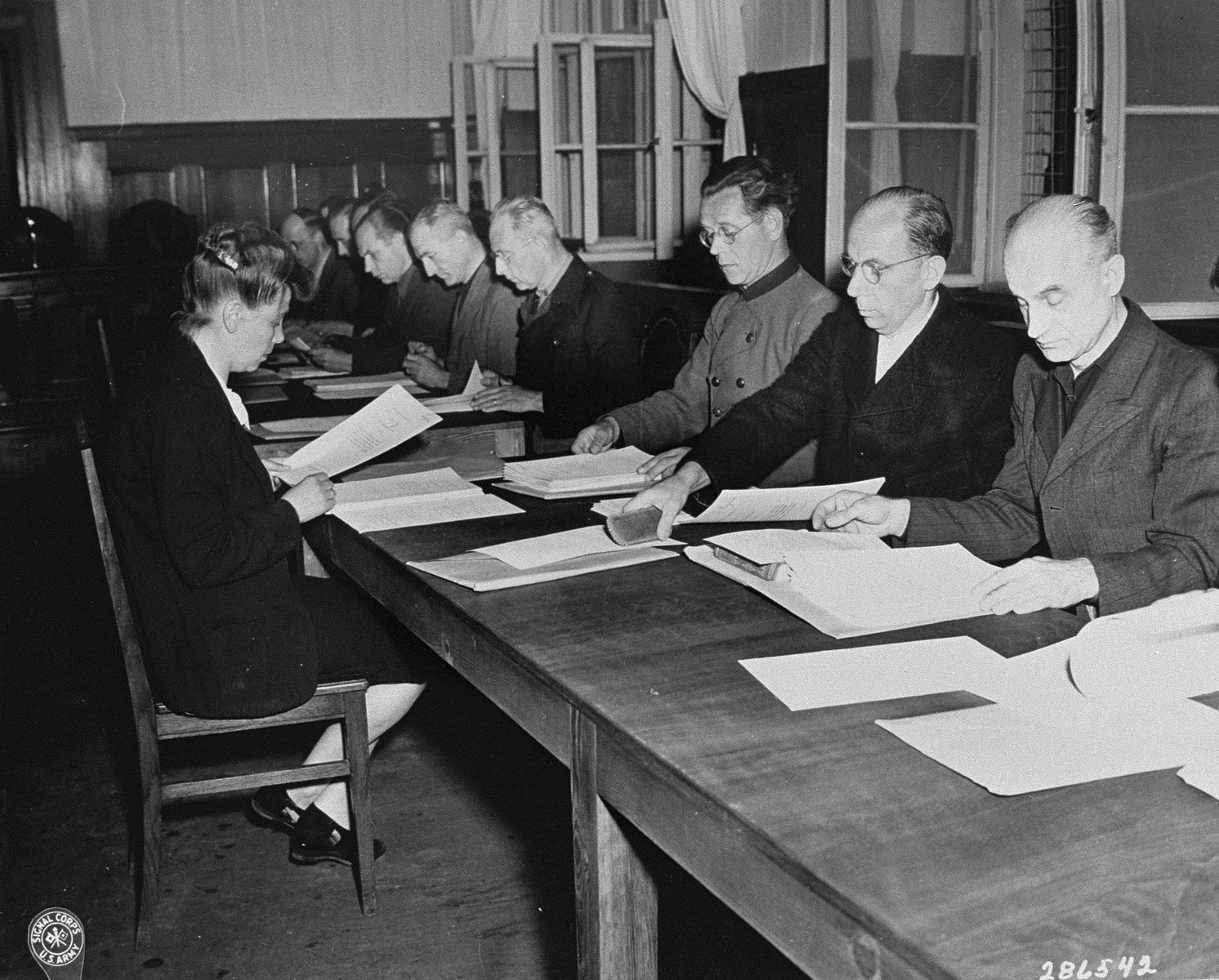
I 14 imputati del processo RuSHA mentre leggono le accuse contro di loro (7 luglio 1947)

L'SS-Rasse und Siedlungshauptamt o "RuSHA", in italiano "Ufficio Centrale per la Razza e le Colonie", costituito alla fine del 1931 e guidato inizialmente dall'SS-Obergruppenführer Richard Walther Darré, era l'ufficio delle SS incaricato di controllare la purezza ideologica e razziale di tutti i membri delle SS. Era l'autorità principale in materia di genealogia e rilasciava ai membri delle SS certificati di attestazione del lignaggio e permessi di matrimonio; era inoltre responsabile dell'esecuzione della politica di colonizzazione dei territori orientali conquistati. Esso fu uno dei primi 'Uffici Centrali' (Hauptämter) delle SS.
All'Ufficio spettavano anche le ispezioni razziali e la selezione razziale dei cosiddetti "Tedeschi di nazione (ma non di cittadinanza)" (Volksdeutsche) - e di persone appartenenti ad altri popoli - idonei alla germanizzazione.
Il nome ne conteneva al contempo gli incarichi:
- razza: "custodia della purezza della razza ariana" e "nordizzazione del popolo tedesco";
- colonie: "ottenimento di spazio vitale (Lebensraum) e germanizzazione dei territori occupati".

Ciò si riferiva soprattutto ad appartenenti alle SS. Doveva essere salvaguardata la purezza razziale degli uomini delle SS (e delle loro mogli) e sorvegliata e governata la colonizzazione, da parte degli uomini delle SS in congedo, ad Oriente.

## Funzioni
Gli elementi che si prendevano in considerazione nel giudicare una domanda di matrimonio delle SS erano innanzitutto la purezza della razza e solamente in secondo luogo la compatibilità tra i due coniugi: così la richiesta di sposare una donna troppo anziana, o dalla corporatura nettamente più grande o più piccola del futuro marito, era destinata con ogni probabilità ad essere respinta. La futura sposa e la sua famiglia, dal conto loro, dovevano dimostrare la propria discendenza ariana; doveva inoltre dimostrar di essere priva di qualsiasi affezione mentale o fisica e sottoporsi ad un completo esame medico da parte dei medici delle SS. Soltanto dopo che la coppia aveva superato queste prove il matrimonio poteva avere luogo.

## Redazione delSippenbuch
Un'altra delle sue funzioni era la redazione del Sippenbuch ("libro di famiglia") dei membri delle SS, e la compilazione di un registro di tutti gli uomini delle SS adatti e disposti a divenire coloni nei futuri territori occupati. Il RuSHA era anche responsabile dell'assistenza alle SS e alla polizia, in particolare dell'assistenza agli orfani e alle vedove di guerra, e della cura delle famiglie e delle altre persone tutelate da uomini delle SS in servizio nella Wehrmacht e nelle Waffen-SS in tutti i casi di disagio, di privazioni e di difficoltà personali.
Darré fu a capo del RuSHA fino al febbraio del 1938, quando ebbe dei contrasti con Himmler e lasciò la carica; gli successero nell'incarico l'SS-Obergruppenführer Günther Pancke, e nel luglio 1940 l'SS-Obergruppenführer Otto Hofmann. L'ultimo capo fu l'SS-Obergruppenführer Richard Hildebrandt.

## Organizzazione
- Amt 1: Organisation und Verwaltungsamt
- Amt 2: Schulungsamt
- Amt 3: Heiratsamt
- Amt 4: Amt für Archiv und Zeitungswesen
- Amt 5: Amt für Volksgesundheit
- Amt 6: Rassenamt
- Amt 7: Sippenamt
- Amt 8: Siedlungsamt
- Amt 9: Amt für Bevölkerungspolitik
- Amt 10: Hauptfürsorge
- Amt 11: Versorgungsamt
- Amt 12: Umsiedlungsamt

## Comandanti
I direttori dell'Ufficio (Amtsleiter) furono:
- SS-Gruppenführer Richard Walther Darré (1931-1938)
- SS-Brigadeführer[1] Gunther Pancke (1º settembre 1939 - 9 luglio 1940)
- SS-Gruppenführer Otto Hoffmann (9 luglio 1940 - 20 aprile 1943)
- SS-Obergruppenführer Richard Hildebrandt (20 aprile 1943 - 25 dicembre 1943)
- SS-Gruppenführer dottor Harald Turner (5 dicembre 1943 - 1944)
- SS-Obergruppenführer Richard Hildebrandt (1944 - 31 luglio 1944)
- SS-Standartenführer Albert Uhlih (31 luglio 1944 al 1944)
- SS-Obergruppenführer Richard Hildebrandt (1944 - maggio 1945)